# Labuhan Baru
Labuhan Baru is een bestuurslaag in het regentschap Mesuji van de provincie Lampung, Indonesië. Labuhan Baru telt 2450 inwoners (volkstelling 2010).